# Вільям Стівенсон (легкоатлет)
Вільям Едвардс Стівенсон (англ. William Edwards Stevenson; нар. 25 жовтня 1900 — пом. 2 квітня 1985) — американський легкоатлет, який спеціалізувався в бігу на короткі дистанції.

## Із життєпису
Олімпійський чемпіон в естафеті 4×400 метрів (1924).
Чемпіон США у бігу на 440 ярдів (1921).
Ексрекордсмен світу в естафеті 4×400 метрів.
Випускник Принстонського та Оксфордського університетів.
По закінченні спортивної кар'єри став баристером (1925), здобув право на адвокатську діяльність у штаті Нью-Йорк (1927), був партнером американської юридичної фірми «Deboise, Stevenson, Plimpton & Tage».
Очолював Оберлінський коледж (1946—1959).
Працював на низці громадських та урядових посад, в тому числі служив послом США на Філіппінах (1961—1964).

## Основні міжнародні виступи
| Рік  | Змагання         | Місто | Місце | Дисципліна |
| ---- | ---------------- | ----- | ----- | ---------- |
| 1924 | Олімпійські ігри | Париж | 1     | 4×400 м    |